# Vlag van Northumbria

Vlag van Northumbria

De vlag van Northumbria, of Oswald's Stripes is een provinciale vlag die de unieke identiteit van deze historische regio gebruikt. De vlag bestaat uit acht verticale banen in de kleuren geel-rood. In zijn Ecclesiastical History of the English People (ca. 731 n.Chr.) beschreef de heilige Beda een vlag in het graf van Oswald van Northumbria. Oswald had de koninkrijken van Bernicia en Deira verenigd en Beda legde de vlag als volgt vast: ze hingen zijn banier van goud en purper op boven het monument. Blijkbaar op basis van deze beschrijving hebben herauten door de eeuwen heen gouden en rode balken aan Northumbria toegekend.